# Starlink
Starlink este o constelație de sateliți construită de SpaceX pentru a oferi acces la internet prin satelit. Constelația va consta din mii de sateliți de dimensiuni reduse plasați pe orbita joasă a Pământului, care funcționează în combinație cu stațiile de emisie-recepție terestre. SpaceX intenționează, de asemenea, să vândă o parte din sateliți în scopuri militare, științifice sau exploratorii.
Diverse voci și-au exprimat îngrijorarea cu privire la pericolul pe termen lung al resturilor spațiale rezultate din plasarea a mii de sateliți pe orbită și asupra unui posibil impact asupra astronomiei. Pe Starlink 2, unul dintre sateliți are un înveliș experimental care să îl facă mai puțin reflectant și astfel să afecteze mai puțin observațiile astronomice de la sol.
Costul total al investiției de peste zece ani pentru proiectarea, construirea și desfășurarea constelației a fost estimat de SpaceX în mai 2018 a fi de aproximativ 10 miliarde de dolari. Dezvoltarea produselor a început în 2015, primele două prototipuri fiind lansate în februarie 2018. Un al doilea set de sateliți de testare și prima implementare a unei părți din constelație s-a produs pe 24 mai 2019 UTC, când au fost lansați primii 60 de sateliți operaționali. Facilitatea de dezvoltare a sateliților SpaceX din Redmond, Washington, găzduiește operațiunile Starlink de cercetare, dezvoltare, fabricare și control pe orbită. 
Cu o constelație de 538 sateliți pe orbită la 13 iunie 2020, SpaceX țintește să ofere servicii în SUA și Canada până la sfârșitul anului 2020. SpaceX lansează simultan câte 60 de sateliți, având ca obiectiv dislocarea a 1584 astfel de minisateliți de circa 250 kg fiecare, pentru a oferi servicii aproape globale până la sfârșitul lui 2021 sau în 2022. Cu toate acestea, acestea sunt doar proiecții interne și nu date fixate.

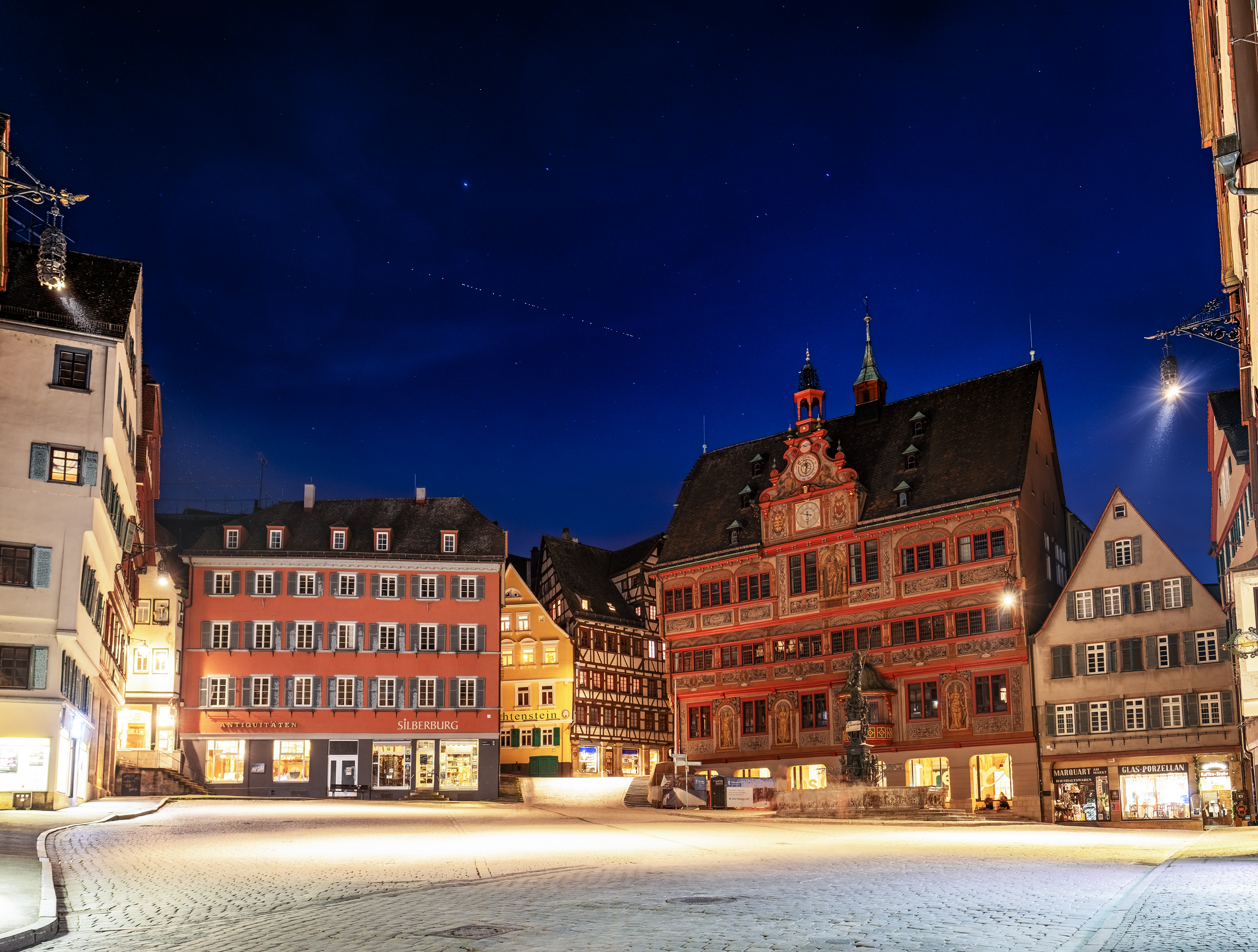
Starlink la Tübingen

## Servicii
SpaceX intenționează să ofere conectivitate la internet prin satelit în zonele deservite ale planetei, precum și să ofere servicii la prețuri competitive în zonele mai urbanizate. Compania a declarat că fluxul de numerar pozitiv din vânzarea de servicii de internet prin satelit ar fi necesar pentru a-și finanța programul SpaceX Mars.
La începutul lui 2015, doi antreprenori spațiali au anunțat proiecte de internet prin satelit în aceeași săptămână. Pe lângă faptul că CEO-ul SpaceX, Elon Musk, a anunțat proiectul care va fi numit ulterior Starlink, antreprenorul în serie Richard Branson a anunțat o investiție în OneWeb, o constelație similară cu aproximativ 700 de sateliți planificați care și-au procurat deja licențe de frecvență de comunicație pentru spectrul lor radio.
După eșecurile proiectelor anterioare între satelit și consumator, consultantul în industria satelitului Roger Rusch a declarat în 2015: „Este foarte puțin probabil să poți face o afacere de succes din asta”. Musk a recunoscut public această realitate de afaceri și a indicat la mijlocul anului 2015 că, deși se străduia să dezvolte acest sistem de comunicații spațial complicat din punct de vedere tehnic, el a vrut să evite extinderea excesivă a companiei și a declarat că sunt măsurați în ritmul lor de dezvoltare. Cu toate acestea, documentele interne scurse în februarie 2017 au indicat că SpaceX aștepta venituri de peste 30 de miliarde de dolari până în 2025 din constelația sa de sateliți, în timp ce veniturile din activitatea de lansare erau de așteptat să ajungă la 5 miliarde de dolari în același an.